# Скворцов, Николай Григорьевич
Николай Григорьевич Скворцов (1875 (1878), деревня Буняково, Бронницкий уезд, Московская губерния — 27 сентября 1937, Бутовский полигон) — священник Русской православной церкви, священномученик.

## Биография
Николай Скворцов родился в 1875 (по другим данным — 1878) в деревне Буняково Бронницкого уезда Московской губернии в семье священника.
Закончил Московскую духовную семинарию в 1895 году.
Был настоятелем Троицкого храма села Конобеево] Бронницкого уезда Московской губернии (с 1907 по 1911 год), храма Святых апостолов Петра и Павла в Лефортове и клириком храма Иконы Божией Матери «Знамение» в Перове в сане протоиерея до 1937 года. До 29 августа 1937 года проживал на Лефортовском валу.
В 1922 году был арестован ВЧК за «духовное обучение детей в храме». В 1925 году был арестован Коллегией ОГПУ СССР без объявления обвинения. Через два месяца после ареста был выпущен.
29 августа 1937 года был арестован за «систематическую контрреволюционную агитацию». 26 сентября тройка УНКВД СССР по Московской области приговорила отца Николая к расстрелу. 27 сентября протоиерей Николай Скворцов был расстрелян на Бутовском полигоне.

## Канонизация
Канонизирован Архиерейским Собором Русской Православной Церкви 13-16 августа 2000 года.
Дни памяти: Собор Новомучеников и Исповедников Российских и 28 сентября.